# Pardosa danica
Pardosa danica este o specie de păianjeni din genul Pardosa, familia Lycosidae. A fost descrisă pentru prima dată de Sorensen, 1904.
Este endemică în Denmark. Conform Catalogue of Life specia Pardosa danica nu are subspecii cunoscute.